# Mesalina
Mesalina é um género de répteis escamados pertencente à família Lacertidae.

## Espécies
- Mesalina adramitana
- Mesalina ayunensis
- Mesalina balfouri
- Mesalina brevirostris
- Mesalina ercolinii
- Mesalina guttulata
- Mesalina kuri
- Mesalina martini
- Mesalina olivieri
- Mesalina pasteuri
- Mesalina rubropunctata
- Mesalina simoni
- Mesalina watsonana